# 金宁一
金宁一（韓語：김녕일，1956年3月11日—），男，朝鲜族，吉林龙井人，中国病毒学家，中国工程院院士，中国人民解放军军事科学院军事医学研究院分子病毒学与免疫学实验室主任、全军基因工程重点实验室主任、科技部863计划主题专家、中国畜牧兽医学会动物传染病学分会理事长、中国微生物学会病毒学专业委员会副主任委员、吉林省科协副主席、中国共产党党员。
金宁一从事分子病毒学、分子生物学、人畜共患病毒病学、免疫学方面的研究，是国家自然科学基金杰出青年兽医领域首位获得者，中国60年畜牧兽医科技杰出人物，2015年当选中国工程院院士。他领导的科研团队在2012年获国家科技进步一等奖。

## 生平
金宁一1956年4月21日（农历3月11日）出生于吉林延边朝鲜族自治州龙井市的一个朝鲜族家庭。1974年7月，金宁一在文化大革命期间中学毕业，后在吉林通化农村参加上山下乡运动。1977年，中華人民共和國恢复高考后，他被延边大学农学院兽医系录取，1982年大学毕业后留校任教，半年后进入中国人民解放军农牧大学研究生院学习。
1985年，金宁一获中国人民解放军农牧大学硕士学位，并开始从事基因工程疫苗的研究。1990年，他应邀成为日本京都大学病毒研究所访问学者，参与艾滋病疫苗研发的工作。他用不到半年的时间就完成了原本两年的研究计划。日方聘他为客座教授，一些日企也想高薪聘他为首席科学家，但他依然回国。1993年12月至1994年11月，他在韩国首尔大学遗传工程研究继续从事艾滋病疫苗的科研工作。1995年获中国人民解放军农牧大学博士学位。
金宁一在中国人民解放军军事科学院军事兽医研究所先后担任研究员、研究室主任、博士生导师、分子病毒学与免疫学实验室主任、全军基因工程重点实验室主任、863计划主题专家、中国畜牧兽医学会动物传染病学分会理事长、中国畜牧兽医学会生物技术分会副理事长、中国微生物学会病毒学会副主任委员，吉林省生物化学与分子生物学会常务理事等职务。2014年，金宁一获中央军委个人二等功。2015年，当选中国工程院院士。

## 著作
《免疫学新进展》、《新编人兽共患病学》、《动物病毒学》等8部著作，主编参编专著11部，论文450多篇。

## 奖项与荣誉
- 国家自然科学基金杰出青年（1998年）[1][3]
- 政府特殊津贴（2000年）[1][3]
- 全国优秀科技工作者称号（2005年）[1]
- 感动中国畜牧兽医科技创新领军人物（2006年）[1][3]
- 中国60年畜牧兽医科技杰出人物贡献奖（2009年）[1][3]
- 国家科技进步一等奖（2012年）[1][5]
- 何梁何利科学与技术进步奖（2014年）[1]
- 中央军委授予个人二等功（2014年）[1]
- 中国工程院院士（2015年）[1][2]